# Lansettfåfoting
Lansettfåfoting (Pauropus lanceolatus) är en mångfotingart som beskrevs av Paul Auguste Remy 1937. Lansettfåfoting ingår i släktet grovfåfotingar, och familjen fåfotingar. Enligt den svenska rödlistan är arten nära hotad i Sverige. Arten förekommer i Götaland, Gotland och Svealand. Artens livsmiljö är skogslandskap, stadsmiljö. Inga underarter finns listade i Catalogue of Life.